# 巴布申
48°28′10″N 26°33′19″E / 48.46944°N 26.55528°E
巴布申（烏克蘭語：Бабшин），是烏克蘭的村落，位於該國西部赫梅利尼茨基州，由卡緬涅茨-波多利斯基區負責管轄，始建於1445年，面積0.72平方公里，2001年人口217，人口密度每平方公里301.4人。